# Battaglia di Cold Harbor
La battaglia di Cold Harbor è stata uno degli ultimi atti della Campagna terrestre del generale Grant durante la guerra di secessione americana ed una delle più cruente: migliaia di soldati nordisti persero la vita o rimasero feriti durante l'attacco frontale contro le posizioni fortificate dei confederati.

## Contesto
Verso la fine del maggio 1864 l'obiettivo principale della campagna terrestre di Grant, più che la conquista della capitale confederata Richmond, era la distruzione dell'esercito di Lee. Il presidente Lincoln approvava questa strategia in quanto era convinto che la città, una volta privata delle sue difese, avrebbe capitolato. Il 27 maggio Grant attraversò il Pamunkey River. In risposta, Lee schierò la propria cavalleria e ne scaturì la cruenta battaglia di Haw's Shop che tuttavia non produsse alcun risultato di rilievo.
Lee decise allora di attaccare nuovamente le truppe nordiste nei pressi di Totopotomoy Creek. Nel frattempo Grant stava per ricevere rinforzi da parte dell'Armata del James di Benjamin Butler: circa 16 000 uomini sotto il comando del generale William Farrar Smith che dal fiume James stavano risalendo attraverso lo York River fino al Pamunkey. Anche Lee ricevette dei rinforzi: il presidente confederato Jefferson Davis ordinò al generale de Beauregard di inviare una divisione di circa 7 000 uomini che arrivò a Cold Harbor il 31 maggio.

## La battaglia
All'alba del 3 giugno, dopo quattro giorni di scontri di scarsa entità, le forze dell'Unione iniziarono ad avanzare verso le linee nemiche protette dalla nebbia ma vennero falciate del fuoco dei sudisti. Secondo le stime quella mattina i nordisti subirono dai 3 000 ai 7 000 tra morti e feriti.
Grant e Meade non erano più in grado di lanciare ulteriori attacchi contro le difese sudiste asserragliate a Cold Harbor. Ordinarono così un bombardamento con i mortai contro le linee nemiche risposero al fuoco.
Il 4 giugno Grant, rendendosi conto di trovarsi in una situazione di stallo, serrò le proprie file e cercò di aprirsi un varco con tre diverse azioni. Innanzitutto fornì aiuto alla forze di David Hunter nella Valle dello Shenandoah nella speranza di tagliare le linee di rifornimento di Lee. Poi, con lo stesso intento, inviò la cavalleria a distruggere la linea ferroviaria a Charlottesville. Infine, cercò con un'operazione di spingere il fronte di Lee a spostarsi verso il fiume James.
Nel frattempo però, il 12 giugno, l'Armata del Potomac attraversò il fiume James minacciando la città di Petersburg causando un'evoluzione del corso della guerra.

## Conseguenza
La battaglia di Cold Harbor è stata una delle ultime vittorie dell'esercito di Lee durante la guerra e senza dubbio la più significativa dal punto di vista di perdite inflitte al nemico.
A seguito della sconfitta, negli stati del nord iniziò a serpeggiare un crescente sentimento contrario alla guerra ma nel settembre successivo il successo ottenuto nella campagna di Atlanta, risollevò il morale della popolazione e delle truppe.